# Маскалка
Маскалка — деревня в Махнёвском муниципальном обравзовании Свердловской области России.

## Географические положения
Деревня Маскалка расположена в 60 километрах (по автотрассе в 92 километрах) к северу-северо-западу от города Алапаевска, на левом берегу реки Маскалки (левый приток реки Тагил).

### Часовой пояс
Маскалка, как и вся Свердловская область, находится в часовой зоне МСК+2. Смещение применяемого времени относительно UTC составляет +5:00.

## Население
| 2002 | 2010 |
| ---- | ---- |
| 0    | →0   |